# Nukleová kyselina
Nukleová kyselina je biochemická makromolekulární látka tvořená polynukleotidovým řetězcem, který ve své struktuře uchovává genetickou informaci. Polynukleotidový řetězec je z chemického hlediska polymerem nukleotidů. Nukleotidy jsou monomery složené ze tří složek: kyselina fosforečná, pětiuhlíkatý monosacharid a dusíkatá báze.
Nukleové kyseliny řídí syntézu bílkovin a určují program činnosti buňky a tím i celého organizmu. Nalézají se ve všech živých buňkách, bakteriích a virech. Tvoří čtvrtou velkou skupinu biomolekul spolu s bílkovinami, sacharidy a lipidy.
Nejběžnějšími nukleovými kyselinami jsou kyselina ribonukleová (RNA – ribonucleic acid) a kyselina deoxyribonukleová (DNA – deoxyribonucleic acid). V RNA i v DNA jsou vždy čtyři druhy nukleotidů. Jejich různým pořadím v řetězci lze dosáhnout obrovského počtu kombinací. Právě sekvence jednotlivých druhů nukleotidů, která tvoří primární strukturou makromolekuly, v sobě uchovává genetickou informaci. Molekuly DNA jsou pravděpodobně největšími jednotlivými známými makromolekulami.

## Historie
- V roce 1868 švýcarský vědec Friedrich Miescher objevil nukleové kyseliny DNA. Poprvé vyslovil názor, že by mohly ovlivňovat dědičnost.

- V roce 1869 byl objeven nuklein Friedrichem Miescherem na univerzitě v Tübingenuv Německu. Z jader bílých krvinek přítomných v hnisu získal jisté množství nukleových kyselin, které souhrnně nazval nuklein.
- V letech 1880 až 1890 byly identifikovány dusíkaté báze obsažené v nukleových kyselinách.
- V roce 1889 Richard Altmann poprvé použil termín nukleová kyselina
- V roce 1938 Astbury a Bell publikovali první rentgenový difrakční vzorec DNA.
- V roce 1944 Avery-MacLeod-McCarty dokázali, že DNA je nositelem genetické informace.
- V roce 1953 Watson a Crick představili strukturu DNA.
- Experimentální studie nukleových kyselin jsou stále součástí biologického a lékařského výzkumu.

## Chemická struktura
Nukleové kyseliny jsou z chemického hlediska polymery nukleotidů. Nukleotidy jsou monomery složené ze tří složek: kyselina fosforečná, pěti uhlíkový monosacharid a dusíkatá báze. Pro pochopení chemické struktury těchto makromolekul, je třeba popsat jednotlivé složky.

### Kyselina fosforečná

Vzorec kyseliny fosforečné

Kyselina v nukleových kyselinách je ve skutečnosti kyselina fosforečná, u které jsou dva vodíkové atomy nahrazeny atomy uhlíku ze dvou různých monosacharidů ribózy a deoxyribózy.
Kyselina fosforečná je páteří nukleových kyselin a drží její dlouhý řetězec pohromadě kovalentními vazbami. Není nositelem genetické informace.

### Monosacharidy s pěti uhlíky

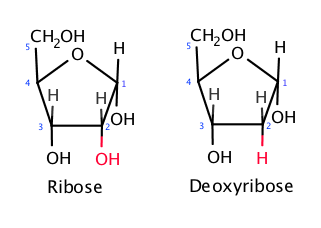
Rozdíl mezi ribózou a deoxyribózou

Monosacharidy s pěti uhlíky se nazývají pentózy. V nukleových kyselinách jsou dvě pentózy. V ribonukleové kyselině je to ribóza a v deoxyribonukleové kyselině je to deoxyribóza.
Stejně jako kyselina fosforečná, na kterou jsou navázány, tvoří páteř nukleových kyselin a drží její dlouhý řetězec kovalentními vazbami pohromadě. Nejsou nositelem genetické informace.
Ribóza je monosacharid ze skupiny aldopentóz. V přírodě je obvyklá její D forma. V živých organismech je ribóza součástí nukleotidů a podílí se na stavbě ribonukleové kyseliny (RNA).
Deoxyribóza  je také monosacharid ze skupiny aldopentóz. Je odvozena od ribózy nahrazením hydroxylové skupiny na druhém atomu uhlíku atomem vodíku. V živých organismech je deoxyribóza součástí nukleotidů a podílí se na stavbě deoxyribonukleové kyseliny (DNA).
Předpokládá se, že primitivní organismy využívaly jenom ribózu. Deoxyribóza se vyvinula později, protože její vznik je z chemického hlediska obtížnější. V organismech se vyrábí z ribózy enzymatickou reakcí pomocí katalytického proteinu. Díky deoxyribóze je DNA chemicky stabilnější než RNA. Rozhodující je právě chybějící hydroxylová skupina na druhém uhlíku, na kterém nemůže vznikat nukleofil, který by mohl způsobit zlom v řetězci nukleové kyseliny.

### Nukleové báze
Nukleové báze se dělí na báze odvozené z pyrimidinu, tedy pyrimidinové báze (cytosin, uracil, thymin) a báze odvozené z purinu, tedy purinové báze (adenin, guanin). V živých organismech jsou nukleové báze součástí nukleotidů a jsou nositeli genetické informace.
Bázemi se nazývají, protože mohou na atomech dusíku vázat vodík a slabě zásaditě reagovat ve vodném roztoku. V nukleových kyselinách jsou obvykle vázány na ribózu nebo deoxyribózu.
V RNA se vyskytují čtyři báze: adenin (A), guanin (G), cytosin (C) a uracil (U). V DNA se vyskytují čtyři báze: adenin (A), guanin (G), cytosin (C) a thymin (T). V DNA se tedy místo uracilu vyskytuje thymin.
Nukleové báze vytvářejí v nukleových kyselinách doplňkové dvojice (komplementární páry), v nichž se vždy jedna purinová a jedna pyrimidinová báze vzájemně vážou vodíkovými vazbami (komplementarita bází). Guanin se váže s cytosinem a adenin s thyminem nebo s uracilem. Tyto vazby tvoří kód k zápisu genetické informace. Komplementární párování pak umožňuje tuto informaci realizovat při procesech replikace, transkripce a translace.

Pro syntézu bílkovin z aminokyselin je důležitý triplet (nebo také kodón), což je sled tří nukleových bází v DNA. Každý triplet odpovídá vždy jedné jediné aminokyselině. Například aminokyselina alanin je v DNA zakódována tripletem CGT (cytosin, guanin, thymin) a aminokyselina serin tripletem s pořadím bází TCG (thymin, cytosin, guanin). Podobně je tomu i u ostatních dvaceti aminokyselin, ze kterých se skládají bílkoviny.

Pyrimidin
Cytosin
Uracil
Thymin

Purin
Adenin
Guanin

### Nukleosid – sacharid a báze
Nukleosidy se skládají z pěti uhlíkového sacharidu (ribózy nebo deoxyribózy) a z nukleové báze. Nukleosidy jsou základní molekulární stavební kameny nukleotidů, od kterých se liší tím, že neobsahují kyselinu fosforečnou.
Název nukleosidů je odvozen od nukleové báze, kterou obsahují, přidáním koncovky -sin. Z adeninu je odvozen adenosin, z guaninu guanosin a další. Tak se nazývají nukleosidy obsahující ribózu. Ty, které obsahují deoxyribózu, se nazývají  deoxyadenosin, deoxyguanosin a další.
V živých organismech jsou nukleosidy součástí nukleotidů a jsou nositeli genetické informace.

Příklad chemického vzorce jednoho z nukleosidů:

Adenosin
Deoxyadenosin

### Nukleotid – sacharid, báze a kyselina fosforečná
Nukleotidy jsou monomery, které se skládají z pěti uhlíkového sacharidu (ribózy nebo deoxyribózy), nukleové báze a kyseliny fosforečné. Skládají se tedy z nukleosidu a kyseliny fosforečné.
Název nukleotidů je odvozen od nukleosidu přidáním koncovky -monofosfát. Z adenosinu je odvozen adenosinmonofosfát, z guanosinu guanosinmonofosfát a další. Tak se nazývají nukleosidy obsahující ribózu, ty které obsahují deoxyribózu se nazývají deoxyadenosinmonofosfát, deoxyguanosinmonofosfát a další.
V živých organismech jsou nukleotidy základním kamenem nukleových kyselin a jsou nositeli genetické informace.

Příklad chemického vzorce dvou nukleotidů:

Adenosinmonofosfát
Guanosinmonofosfát

Přiklad řetězení nukleotidů:

Část řetězce kyseliny RNA, který je tvořen jedním řetězcem.
Část řetězce DNA, který je tvořen dvěma spárovanými řetězci.

## Nukleové kyseliny RNA a DNA

Rozdíl řetězců nukleových kyselin RNA a DNA, po stranách dusíkaté báze obsažené v dané nukleové kyselině.

Nukleové kyseliny jsou sloučeniny vzniklé syntézou jednotlivých nukleotidů za vzniku makromolekulárních polynukleotidů. Jednotlivé nukleotidy mají schopnost vytvářet řetězce, jejichž páteř tvoří zbytek kyseliny fosforečné a sacharid. Na tu jsou pak navázány nukleové báze. Nukleových kyselin je podle různých pořadí a kombinací nukleových bází prakticky nekonečné množství.
Dvě základní skupiny nukleových kyselin jsou kyseliny ribonukleové a kyseliny deoxyribonukleové.

### Ribonukleová kyselina
Ribonukleová kyselina obsahuje kromě zbytku kyseliny fosforečné sacharid ribózu a čtyři nukleové báze: adenin (A), guanin (G), cytosin (C) a uracil (U). Molekula je tvořena jedním řetězcem ve tvaru šroubovice. RNA je mnohem méně stabilní, než je DNA.

### Deoxyribonukleová kyselina
Deoxyribonukleová kyselina obsahuje kromě zbytku kyseliny fosforečné, sacharid deoxyribózu a čtyři báze: adenin (A), guanin (G), cytosin (C) a thymin (T). V DNA se tedy místo uracilu vyskytuje thymin.
Molekula je tvořena dvěma řetězci, které vytvářejí dvojitou šroubovici, v níž jsou protilehlé báze navzájem propojeny vodíkovými můstky mezi atomy dusíku a kyslíku. Tvar lze přirovnat ke stočenému provazovému žebříku, kde řetězce deoxyribózy a zbytku kyseliny fosforečné představují postranní lana a vodíkové můstky jednotlivé příčky. DNA je mnohem stabilnější než RNA, neboť musí v buňkách vydržet po celý život.

### Vztah RNA a DNA
DNA  genetickou informaci uchovává, RNA  danou informaci „dává do pohybu“. RNA vytváří jednotlivé řetězce, které jsou komplementární s templátovou DNA. Genetická informace se prostřednictvím RNA realizuje v bílkovinu v procesu zvaném proteosyntéza. 
Proces přenosu genetické informace se v buňce realizuje v buněčném jádře a ribozomech. Rozděluje se do několika fází:
1. Rozpletení a replikace DNA
2. Transkripce DNA do mRNA
3. Translace z mRNA na polypeptid (pomáhá rRNA v ribozomech a tRNA)